# Borna Barišić
Pour les articles homonymes, voir Barišić.
Borna Barišić, né le 10 novembre 1992 à Osijek en Croatie, est un footballeur international croate qui évolue au poste d'arrière gauche au CD Leganés, en prêt de Trabzonspor.

## Biographie

### Carrière en club

#### Débuts professionnels
Natif de Osijek en Croatie, Borna Barišić est formé par le club de sa ville natale, le NK Osijek.

#### Dinamo Zagreb puis Lokomotiva
Lors de l'été 2015, Borna Barišić rejoint le plus grand club du pays, le Dinamo Zagreb. Le transfert est annoncé dès le 11 mai 2015 et il signe un contrat de cinq ans, soit jusqu'en juin 2020.

#### Retour à Osijek
En février 2016 le NK Osijek est racheté par de nouveaux propriétaires avec un nouveau projet et souhaitent se baser sur des jeunes du club. Barišić, qui ne s'est pas imposé au Dinamo est ciblé par son ancien club, où il fait son retour en juillet 2016. Il devient même capitaine de l'équipe. Le 23 juillet de la même année il joue son premier match pour le club depuis son retour, en championnat face à l'Inter Zaprešić. Il se distingue en délivrant une passe décisive sur le deuxième but de son équipe ce jour-là, participant à la victoire des siens (0-2). Il dispute 32 matchs de championnat pour un but cette saison-là, contribuant au bon parcours du NK Osijek qui termine quatrième du classement, son meilleur résultat en près de dix ans.

#### Glasgow Rangers
Le 7 août 2018 Borna Barišić signe un contrat de quatre ans avec les Glasgow Rangers. Il joue son premier match sous ses nouvelles couleurs le 12 août 2018, en étant titularisé lors de la deuxième journée de la saison 2018-2019 de Scottish Premiership face au Saint Mirren FC. Les Rangers s'imposent par deux buts à zéro ce jour-là.
Le 18 février 2021, Barišić se fait remarquer lors des seizièmes de finales de la Ligue Europa 2020-2021 face au Royal Antwerp FC en réalisant un doublé. Il contribue avec ses deux buts, marqués sur penalty, à la victoire de son équipe par quatre buts à trois ce jour-là,.

#### En sélection nationale
Borna Barišić honore sa première sélection avec l'équipe nationale de Croatie le 11 janvier 2017 lors d'un match amical face au Chili. Il entre en jeu lors de cette rencontre remportée par les Chiliens aux tirs au but.
Il est convoqué par Zlatko Dalić, le sélectionneur de l'équipe nationale de Croatie, dans la liste des 26 joueurs croates retenus pour participer à l'Euro 2020.
Le 9 novembre 2022, il est sélectionné par Zlatko Dalić pour participer à la Coupe du monde 2022.

## Palmarès

### En club
- Rangers FC
  - Champion d'Écosse en 2021.
  - Vice-champion d'Écosse en 2023.
  - Vainqueur de la Coupe de la Ligue écossaise en 2023-2024

- - Finaliste de la Coupe de la Ligue écossaise en 2023

### Distinctions personnelles
- Membre de l'équipe-type de Scottish Premier League en 2021.